# Erkelenz
Erkelenz (pronunciación en alemán: /ˈɛʁkəlɛnt͡s/ⓘ) es una ciudad mediana de Alemania, que se encuentra a 15 kilómetros al suroeste de Mönchengladbach en el extremo norte de la Cologne Lowland, a medio camino entre la región del Bajo Rin y el Bajo Mosa. Se trata de una ciudad de tamaño medio. La ciudad hace parte del distrito de Heinsberg en la región de Renania del Norte-Westfalia.

## Historia
Erkelenz se menciona por primera vez en un acto de donación del 966, donde el emperador Otón el grande la denomina como Herclinze, y en otro de 1118 se la conoce como Erkelenze. Hacia 1326 el conde  Reinald II de Geldern, le concede el título de ciudad nobiliaria, como parte del ducado de Güeldres.
En 1543 la ciudad, como el resto del ducado pasa a formar parte de los Países Bajos de los Habsburgo, En 1607 fue tomada y saqueada por las Provincias Unidas en uno de los últimos combates antes de la tregua de los doce años. Durante la Crisis de la sucesión de Juliers-Cléveris, las tropas de Julich en 1610 intentaron infructuosamente tomarla a las Provincias Unidas. Los neerlandeses la devolvieron a España en 1648 por el Tratado de Münster. El 9 de mayo de 1674 las tropas francesas destruirían su castillo y fortificaciones, devuelta la ciudad a España en 1678 ya sin valor militar. Fue tomada de nuevo por las Provincias Unidas en 1702, hasta 1713 cuando la entregan al Ducado de Jülich.
En 1794 la ciudad fue tomada por los franceses y convertida en la capital del cantón Erkelenz en el departamento de Roer, hasta la derrota de Napoleón Bonaparte, en 1814, que pasó a formar parte del Reino de Prusia, a la cabeza del distrito de Erkelenz. El distrito duró hasta su eliminación en 1972, para ser integrado en el distrito de Heinsberg.
A pesar de que Erkelenz tiene más de 1.000 años de historia y tradición, en 2006 la parte oriental de la ciudad fue despejada para dar paso a la mina de carbón marrón Garzweiler II operado por RWE Power. Más de cinco mil personas de diez aldeas han tenido que ser reubicadas. Desde 2010, los habitantes de la localidad oriental de Pesch han tenido que trasladarse a otros lugares, la mayoría de ellos se han establecido en los nuevos pueblos de Immerath y Borschemich en las áreas de Kückhoven y Erkelenz-Nord.

## Demografía
La ciudad posee más de 44.000 habitantes, por lo que es considerada una ciudad mediana en Alemania y las más poblada del distrito de Heinsberg.
El 74% de los ciudadanos de Erkelenz profesan la religión católica y el 22% son protestantes. Las minorías religiosas están repartidas en 1,5% de musulmanes, el 1,2% de otras religiones y 3,3% que dice no profesar ninguna religión.

## Personas ilustres
- Leo Heinrichs (1867-1908), religioso franciscano, asesinado mientras celebraba la Eucaristía en Denver (Estados Unidos). Se encuentra en proceso de beatificación.
- Lewis Holtby (1990-), futbolista profesional.
- Theodor van Loon, pintor.

## Ciudades hermanadas
- Saint-James, Francia.
- Thum, Alemania.
- Bad Windsheim, Alemania[11]